# NGC 2000
NGC 2000 je otvoreni skup u zviježđu Stolu. 

## Vanjske poveznice
- SEDS: NGC 2000